# Chirk (pays de Galles)
Pour les articles homonymes, voir Chirk.

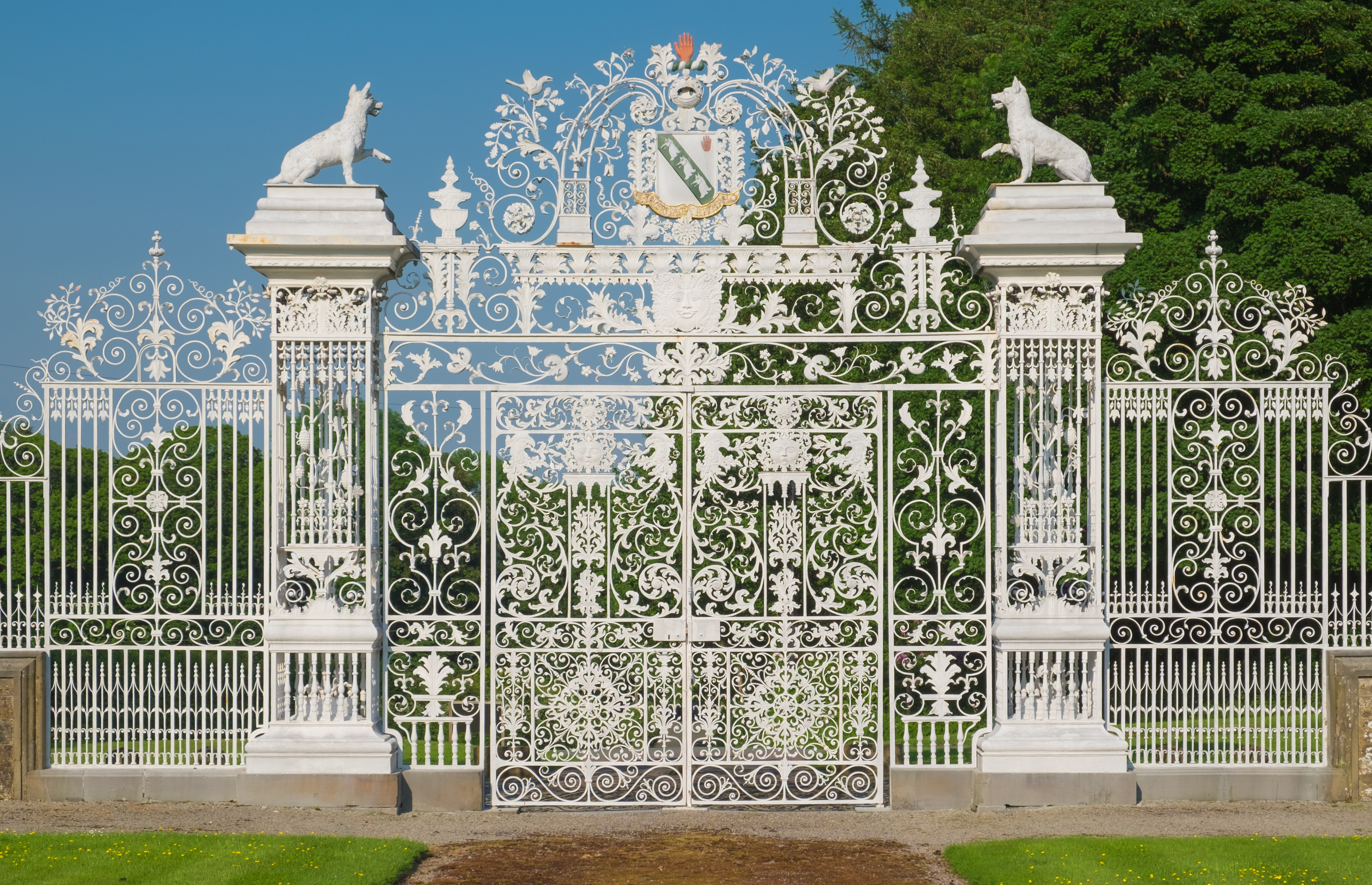
L'entrée du château de Chirk. Photo juin 2018.

Chirk (en anglais) ou Y Waun (en gallois) est une ville du Wrexham County Borough, au pays de Galles. Elle est située à 16 kilomètres de Wrexham, entre cette dernière et Oswestry.
Lors du recensement de 2011, elle comptait 4 468 habitants. Historiquement située dans le comté traditionnel du Denbighshire, puis de Clwyd, elle fait partie de l'arrondissement du comté de Wrexham depuis une réorganisation du gouvernement local en 1996. La frontière avec le comté anglais du Shropshire se trouve immédiatement au sud de la ville, de l'autre côté de la Ceiriog (en).
La ville est desservie par la gare de Chirk (en) et les routes A5/A483.

## Étymologie
Le nom de la ville en anglais, Chirk, dérive du nom de la rivière Ceiriog, qui peut lui-même signifier « le favorisé ». Le nom de la ville en gallois, Y Waun, signifie littéralement « la lande »,.